# Rodd vid olympiska sommarspelen 1900
Vid olympiska sommarspelen 1900 avgjordes fyra grenar i rodd och tävlingarna hölls mellan 25 och 26 augusti 1900 på Seine. Antalet deltagare var 108 tävlande från 8 länder.

## Medaljfördelning
| Pl. | Nation          | Guld | Silver | Brons | Totalt |
| --- | --------------- | ---- | ------ | ----- | ------ |
| 1   | Frankrike       | 2    | 3      | 1     | 6      |
| 2   | Tyskland        | 1    | 0      | 2     | 3      |
| 3   | USA             | 1    | 0      | 0     | 1      |
| 3   | Kombinationslag | 1    | 0      | 0     | 1      |
| 5   | Nederländerna   | 0    | 1      | 1     | 2      |
| 6   | Belgien         | 0    | 1      | 0     | 1      |
| 7   | Storbritannien  | 0    | 0      | 1     | 1      |

## Medaljörer

### Herrar
| Gren                          | Guld | Silver | Brons |
| Singelsculler Detaljer...     | Hermann Barrelet · Frankrike | André Gaudin · Frankrike | George Saint Ashe · Storbritannien |
| Tvåa med styrman Detaljer...  | Kombinationslag Minerva Amsterdam François Brandt (NED) Roelof Klein (NED) Hermanus Brockmann (NED) Okänd styrman (FRA)¹                                        | Frankrike · Société Nautique de la Marne · Lucien Martinet · René Waleffe · Okänd styrman | Frankrike · Rowing Club Castillon · Carlos Deltour · Antoine Védrenne · Raoul Paoli |
| Fyra med styrman² Detaljer... | Frankrike · Cercle de l'Aviron Roubaix · Henri Bouckaert · Jean Cau · Emile Delchambre · Henri Hazebroucq · Charlot                                             | Frankrike · Club Nautique de Lyon · Georges Lumpp · Charles Perrin · Daniel Soubeyran · Émile Wegelin · Okänd styrman                                                                                                   | Tyskland · Favorite Hammonia · Wilhelm Carstens · Julius Körner · Adolf Möller · Hugo Rüster · Gustav Moths³ · Max Ammermann                                                                            |
| Fyra med styrman² Detaljer... | Tyskland · Germania Ruder Club, Hamburg · Gustav Goßler · Oskar Goßler · Walter Katzenstein · Waldemar Tietgens · Carl Goßler                                   | Nederländerna · Minerva Amsterdam · Coenraad Hiebendaal · Geert Lotsij · Paul Lotsij · Johannes Terwogt · Hermanus Brockmann                                                                                            | Tyskland · Ludwigshafener Ruderverein · Ernst Felle · Otto Fickeisen · Carl Lehle · Hermann Wilker · Franz Kröwerath                                                                                    |
| Åtta med styrman Detaljer...  | USA · Vesper Boat Club · William Carr · Harry DeBaecke · John Exley · John Geiger · Edwin Hedley · James Juvenal · Roscoe Lockwood · Edward Marsh · Louis Abell | Belgien · Royal Club Nautique de Gand · Jules de Bisschop · Prospère Bruggeman · Oscar de Somville · Oscar de Cock · Maurice Hemelsoet · Marcel van Crombrugge · Frank Odberg · Maurice Verdonck · Alfred van Landeghem | Nederländerna · Minerva Amsterdam · François Brandt · Johannes van Dijk · Roelof Klein · Ruurd Leegstra · Walter Middelberg · Hendrik Offerhaus · Walter Thijssen · Henricus Tromp · Hermanus Brockmann |

¹ Brockmann var styrman i det nederländska laget i semifinalen, men inte i finalen. Han räknas ändå som guldmedaljör av IOK.
² På grund av en tvist om vilka som skulle få tävla i finalen så hölls två separata finaler. Båda finalerna räknas av IOK som officiella.
³ Det tyska laget bytte styrman mellan semifinalen och finalen. Gustav Moths deltog endast i semifinalen och Max Ammermann deltog endast i finalen. Dock tillgodoräknar IOK endast Moths en bronsmedalj.

## Deltagande nationer

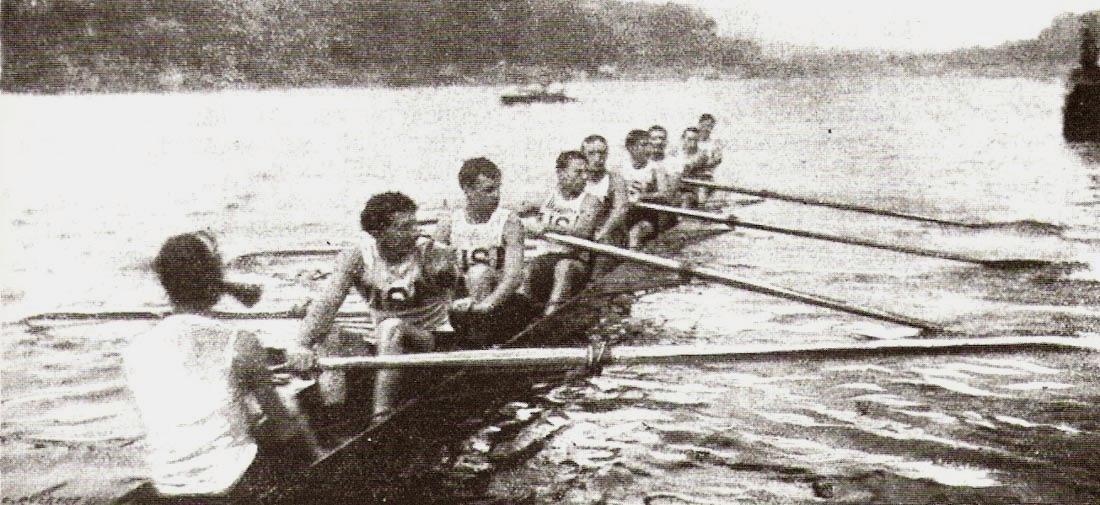
Det amerikanska laget i åtta med styrman.

Totalt deltog 108 roddare från 8 länder vid de olympiska spelen 1900 i Paris.
|                                                                    |                                                              |  |
| - Belgien (11) - Frankrike (47) - Italien (1) - Nederländerna (13) | - Spanien (5) - Storbritannien (1) - Tyskland (21) - USA (9) |  |